# Forte de Arnala

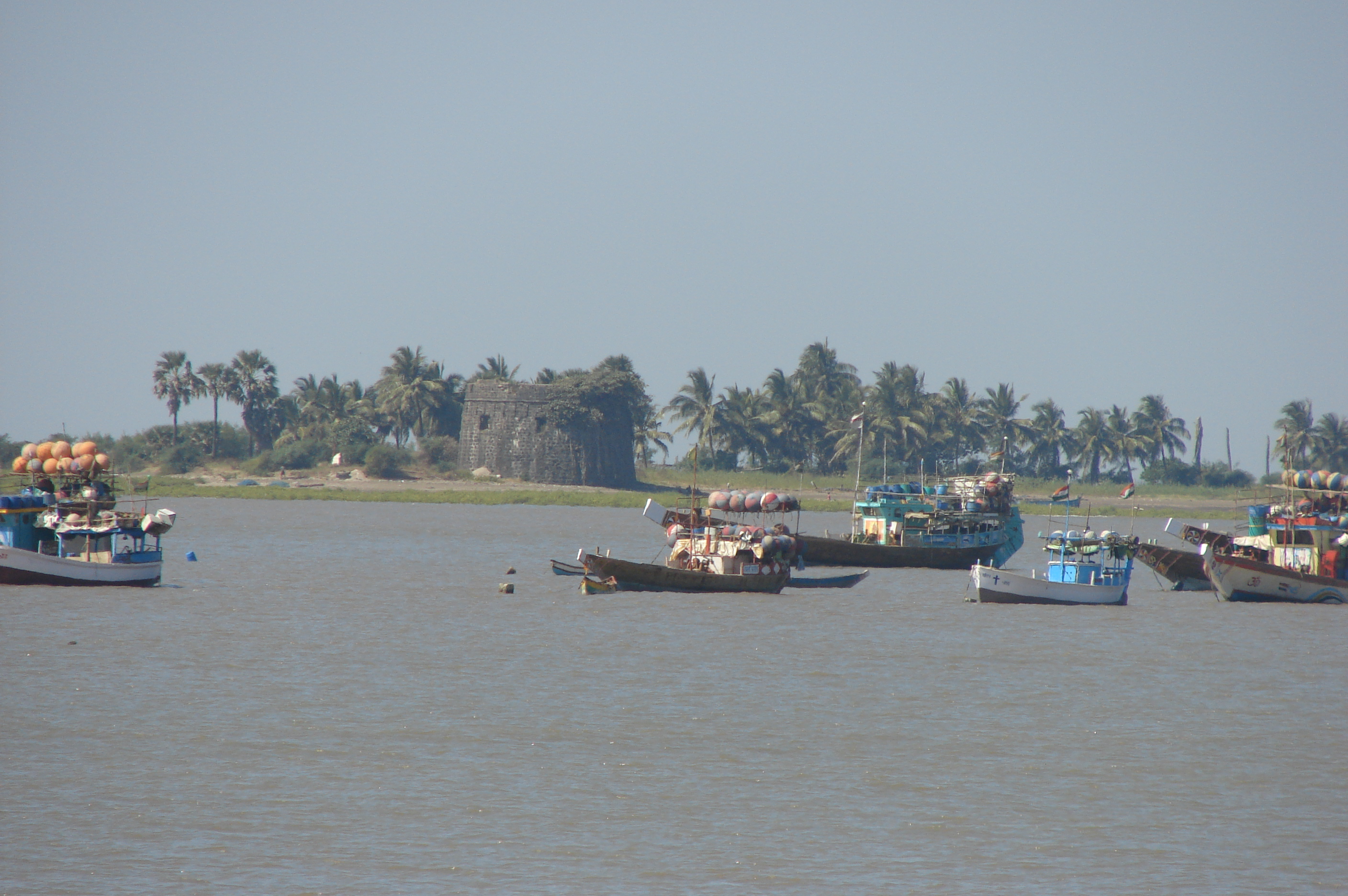
Forte de Arnala, Índia.

O Forte de Arnala localiza-se numa pequena ilha vizinha à foz do rio Vaitarna, fronteira ao porto de Arnala, a cerca de 8 milhas a norte de Baçaim (atualmente Vasai-Virar), no estado de Maarastra‎, no noroeste da Índia. Por se encontrar numa ilha, também é conhecido como "Jaldurg" ou "Janjire Arnala".

## História
Antes da dominação portuguesa, a ilha era controlada pelos governantes islâmicos do Guzerate. Por sua posição estratégica, foi ocupada pelos portugueses, que a denominaram de "Ilha das Vacas" e utilizaram para observar e controlar a navegação naquele trecho da costa norte de Concão.
O capitão português da praça de Baçaim doou a ilha a um nobre português. Este fez demolir uma primitiva fortificação e iniciou a construção de um forte de planta quadrada, com 700 pés de lado, que entretanto nunca chegou a ser concluído.
Mais tarde, em 1737 quando Chimaji Appa iniciou o seu assalto a Baçaim, que culminaria na expulsão das forças portuguesas em 1739, o seu general, Shankarji Pant, informou-o que o forte de Arnala era um ponto estratégico para as forças navais em trânsito para atacar os portugueses. Com base nesse parecer, Chimaji deu a sua aprovação para o assalto a Arnala. Shankarji Pant consultou e obteve auxílio da população local para este ataque. Entre estes apoiantes, encontravam-se Govindji Kasar e Gavraji Patil de Bolinj. Shankarji enviou Gangaji Naik, Bajirao Belose e Rayajirao Surve para liderar um batalhão de 400 homens para o ataque ao forte, que foi combinado com forças navais sob o comando de Manaji Agre. Entretanto, a Marinha marata não era páreo para o poder de fogo português, e este primeiro assalto obteve sucesso.
A 28 de março de 1737 um segundo assalto teve lugar. Desta vez as forças maratas surpreenderam os portugueses que, desse  modo foram forçados a se retirar. A vitória marata foi assinalada com uma inscrição epigráfica na parede norte do forte, visível até aos nossos dias.
Pouco depois da conquista do forte, Shankarji Pant iniciou a reconstrução do forte, de modo a que, em janeiro de 1738 três bastiões já se encontravam completos, com os nomes de Bahirav, Bhavani e Bava. A reconstrução estava pronta em março de 1738.
Em 1781, durante a Primeira Guerra Anglo-Marata, os britânicos atacaram o forte, defendido com sucesso pelos maratas. A Marinha Britânica, entretanto era mais poderosa que a Marata, vindo o forte a render-se em 1817, no contexto da Terceira Guerra Anglo-Marata.
Os fortes de Arnala e Baçaim retornaram às mãos dos maratas pelo tratado de Salabai (1782), e de volta às dos britânicos pelo tratado de Pune.
O forte é visível da vila de Arnala mas encontra-se atualmente em ruínas.

## Características
As muralhas exteriores do forte encontram-se em boas condições, com um caminho de aproximadamente 3 metros de largura ao longo das paredes exteriores.
O portão de armas, em pedra, é adornado com imagens de tigres e elefantes.
No interior do forte abre-se uma vasta cisterna de planta hexagonal, e erguem-se os templos de Ambakeshwar, da deusa Bhavani, de Shiva, e os túmulos de Shahali e Hajjali. As "Paduka" ou sandálias sagradas de Shrinityanand Maharaj estão alojadas em uma cúpula na face leste do forte.